# Samuel Crompton
Pour les articles homonymes, voir Crompton.
Samuel Crompton (3 décembre 1753-26 juin 1827) est un inventeur britannique. Il inventa une machine à filer le coton qui permit d’obtenir un fil à la fois fin et résistant, la mule-jenny, nouvelle version de la Spinning Jenny, avec pour résultat l'abaissement du coût de la matière première pour les tisserands, qui parviennent quelques années plus tard à tisser les fils en abondance et bien moins cher.

## Biographie
Né à Bolton, dans le Lancashire, il perd à 16 ans son père George, un petit fermier qui avait hypothéqué la maison, et doit faire vivre sa famille par son travail d'ouvrier dans une filature, ce qui l'amène à dépenser toute son énergie pendant six ans à rechercher un moyen de perfectionner la Spinning Jenny, en y engloutissant l'argent qu'il gagne le soir en jouant du violon au théâtre de Bolton.
En 1779, à l'âge de 26 ans, Samuel Crompton met au point la Mule-jenny, qui représente, comme son nom mule l’indique, une machine hybride, résultant de la combinaison de deux machines distinctes inventées dans les années précédentes : la water frame créée en 1769 par Richard Arkwright, qui avait lui-même inventé une machine développée par Thomas Highs à partir d'un premier brevet de Lewis Paul, et la Spinning Jenny de James Hargreaves. Le mot anglais jenny, en plus d’être un prénom féminin, désigne aussi l’ânesse. La nouvelle machine qu’il acheva en 1779 emprunte à la Spinning Jenny son chariot mobile, et à la water frame ses rouleaux.
La machine inverse la situation créée les années précédentes, puisqu'à partir de 1779, les tisserands ne parviendront pas à suivre le rythme de production et se retrouveront vite avec des surplus de matière première, ce qui fait baisser le prix et relance ensuite l'innovation des tisserands.
Son fils George Crompton, né en 1781, reprendra l'entreprise familiale, mais son père vendit les droits sur l'invention à Richard Arkwright, qui en récolta les profits. En 1800, une souscription de 500 sterling est organisée en faveur de Samuel Crompton et en 1809, lorsque Edmund Cartwright obtient une récompense de 10 000 sterling du parlement, il entreprend de prouver que lui aussi a fait avancer la technologie, par une tournée dans les sites manufacturiers d'Écosse et du Lancashire ce qui amène en 1812 le parlement à lui octroyer une récompense de 5 000 sterling.